# روبرت إم. ماكدويل
روبرت إم. ماكدويل (بالإنجليزية: Robert M. McDowell)‏ هو محامي أمريكي، ولد في 13 يونيو 1963.